# هارپال برار
هارپال برار (به انگلیسی: Harpal Brar) (۵ اکتبر ۱۹۳۹ – ۲۵ ژانویهٔ ۲۰۲۵) یک سیاستمدار کمونیست، نویسنده و تاجر اهل هند مقیم انگلستان بود. او بنیان‌گذار و رئیس پیشین حزب کمونیست بریتانیای کبیر (مارکسیست-لنینیست) بود، سمتی که در ۲۰۱۸ میلادی از آن کنار رفت.
برار که متولد منطقهٔ موکتسار در پنجاب، راج بریتانیا بود، از سال ۱۹۶۲ بدین سو در بریتانیا کار و زندگی می‌کرد؛ نخست به عنوان دانش‌آموز و سپس به عنوان استاد در کالج تحصیلات عالی هرو (که بعداً مدغم گردیده و به دانشگاه ویست‌مینستر تغییر نام داده شد) و بعداً در صنعت نساجی. برار مالک چندین ساختمان در منطقهٔ غرب لندن بوده و از آن‌ها برای فعالیت حزب کمونیست بریتانیای کبیر (مارکسیست-لنینیست) استفاده می‌نمود. وی همچنین به‌طور شراکت مالک یک دکان اینترنتی به‌نام «میدیلین تریهیرین و هارپال برار» بود که شال می‌فروخت.
برار همچنین دبیر روزنامهٔ سیاسی جناح چپ به‌نام لالکار بود، روزنامه‌ای که قبلاً ژورنال انجمن کارگران هندی بود. برار چندین کتاب پیرامون موضوعاتی مانند کمونیسم، جمهوری‌خواهی هندی، امپریالیسم، صهیونیسم‌ستیزی، امپریالیسم‌ستیزی و اعتصاب عمومی بریتانیا نوشته‌است.

## فعالیت‌های سیاسی
برار به انجمن انقلابی مارکسیست-لنینیست که طرف‌دار مائوئیسم است ملحق شد، اما پس از مدت کوتاهی این انجمن را ترک نمود تا یک گروه کوچک جدید به‌نام انجمن کارگران کمونیست را بنیان‌گذاری نماید، وی همچنین به عضویت انجمن کمونیست‌های هندی درآمد.
او و یارانش به‌طور رسمی در ۱۹۹۷ میلادی انجمن کارگران کمونیست را منحل نمودند تا به حزب کارگران سوسیالیست مربوط به آرتور اسکارجیل بپیوندند، این حزب پس از آن که حزب کارگر نسخهٔ اصلی بند چهارم را رها کرد، از آن منشعب شد. برار در ۲۰۰۱ میلادی از حوزهٔ انتخابیهٔ ایالنگ سوت‌هال نامزد انتخابات مجلس نمایندگان شد، اما با اخذ ۹۲۱ رأی در ردهٔ هشتم قرار گرفت. برار و یارانش تلاش نمودند تا آنچه را آن‌ها برنامهٔ مارکسیست-لنینیستی ضد تجدیدنظرطلبی توصیف می‌کردند، وارد حزب کارگران سوسیالیست نمایند، اما در نهایت هفت سال بعد از این حزب اخراج شدند.
اسکارجیل تمامی کمیتهٔ منطقه‌ای یورک‌شایر و پنج عضو کمیتهٔ اجرایی ملی را اخراج کرد. در ژوئیهٔ ۲۰۰۴، حزب کمونیست بریتانیای کبیر (مارکسیست-لنینیست) از این افراد شکل گرفت و برار رئیس آن شد.
حزب کمونیست بریتانیای کبیر (مارکسیست-لنینیست) که متعهد به موضع برار و یارانش از دههٔ ۱۹۶۰ میلادی بود، شدیداً مخالف تمامی آن افرادی بود که با حزب کارگر کار می‌کردند یا به هر نحوی از آغاز ایجاد این حزب آن را تأیید می‌کردند. هدف این حزب از بدو تأسیس عبارت بود از، مخالفت با فرصت‌طلبی در جنبش طبقه کارگر، احیای برنامه «طبقه علیه طبقه» که حزب کمونیست بریتانیای کبیر در جریان دهه ۱۹۲۰ میلادی به آن متعهد بود و کار کردن برای تأسیس سوسیالیسم در بریتانیا.
حزب کمونیست بریتانیای کبیر (مارکسیست-لنینیست) در ۲۰۰۸ میلادی تحت نام پرولتاریایی (Proletarian) در کمیسیون ملی انتخابات بریتانیا ثبت گردید، پرولتاریایی همچنین نام مجله دو-ماهه حزب کمونیست بریتانیای کبیر (مارکسیست-لنینیست) بود. این حزب در کمیسیون انتخابات ثبت گردید «تا برای شرکت در انتخابات‌ها خود را آماده نماید».
در هشتمین کنگرهٖ حزب کمونیست بریتانیای کبیر (مارکسیست-لنینیست) در سپتامبر ۲۰۱۸، برار اعلام نمود که از ریاست این حزب کنار می‌رود و به‌جای وی ایلا رول این سمت را بر عهده می‌گیرد.

## دیدگاه‌ها

### در مورد چین
در ۱۹ ژوئیهٔ ۲۰۰۸، هارپال برار یکی از اعضای بنیان‌گذار پیکاری به‌نام دست از سر چین بردارید، بود. این پیکار متعهد به دفاع از جمهوری خلق چین و دفاع از «حاکمیت ملی و تمامی ارضی چین» و «موضع عادلانه این کشور در مورد مسائل حیاتی مرتبط با منافع ملی آن مانند مسائل تایوان و تبت» بود.

### در مورد هند
برار مخالف این باور مشهور بوده‌است که مبارزه برای استقلال هند یک جنبش مسالمت‌آمیز و صلح‌جویانه بوده و به‌طور کامل توسط مهاتما گاندی و کنگرهٔ ملی هند رهبری شده‌است. او کتابی در مورد تاریخ هند تحت عنوان انقلاب زنده باد: مشقت آزادی هند را نوشت که در آن استدلال می‌نماید که مبارزه برای آزادی یک مبارزهٔ طبقاتی رفته و گاندی و کنگرهٔ ملی هند (که به عنوان «بی‌ثبات‌ترین، بزدل‌ترین و تاریک‌اندیش‌ترین نمایندگان بورژوا (طبقهٔ اشراف) هند» توصیف شده‌است) را متهم به حمایت از امپریالیسم بریتانیایی می‌کند.

### در مورد اتحاد جماهیر شوروی
برار از حکومت‌ها و رهبران اتحاد جماهیر شوروی سوسیالیستی تا زمان ظهور تجدیدنظرطلبی خروشچف‌گرایی در جریان بیستمین کنگرهٔ حزب کمونیست اتحاد شوروی در ۱۹۵۶ میلادی دفاع می‌کند. لالکار، روزنامه‌ای که توسط برار ویراستاری می‌شود، منتقد مسیر بریتانیا به سوی سوسیالیسم (برنامهٔ حزب کمونیست اصلی ٮ کبیر) از همان نسخهٔ اولیه آن در ۱۹۵۱ بوده و آن را یک نسخهٔ «غیر مارکسیستی) می‌خواند و ادعایی که ژوزف استالین آن را یک «انشعاب» خوانده بود، را تأیید می‌نماید. برار ظاهراً از تحسین‌کنندگان استالین است و هفته‌نامهٔ ویکلی ورکر مربوط به حزب کمونیست بریتانیای کبیر (کمیتهٔ موقت مرکزی) برار را متهم به «تحریف تاریخ» نموده‌است، اما او در مقابل آن را تبلیغات تروتسکیسم‌گراها می‌خواند.
او ریاست انجمن استالین را برعهده داشت و همراه با دختر خود جوتی برار (معاون رهبر حزب کارگران بریتانیا) عضو فعال این انجمن هستند. این انجمن تخلف شوروی در کشتار کاتین را رد نموده و نازی‌ها را مقصر می‌دانند، قحطی شوروی در ۱۹۳۲–۳۳ میلادی را نپذیرفته و تحریم‌های خارجی، سبوتاژ کولاک و وضعیت آب و هوا را علت آن می‌گویند، اما دادگاه‌های مسکو را یک فرایند عادلانه توصیف می‌کنند.

## انتشارات
او برای سال‌های متعددی ریاست اجرایی انجمن کارگران هندی (GB) را بر عهده داشته و ویراستار ژورنال این سازمان به‌نام لالکار بود. او به نشر این ژورنال ادامه می‌دهد، اما انجمن کارگران هندی، پس از اعتراض اعضای کمیته اجرایی منتسب به حزب کمونیست هند (مارکسیست) نسبت به مقاله‌ای که برار منتشر کرده و در آن به‌طور سطحی از اتخاذ سیاست بازار سوسیالیستی چین انتقاد نموده بود، ارتباط خود با این ژورنال را در ۱۹۹۲ میلادی قطع کرد.
از سال ۱۹۹۲ میلادی بدین سو، برار به تنهایی خود چندین کتاب را روی ابعاد مختلف مارکسیسم، امپریالیسم و تجدیدنظرطلبی به چاپ رسانده‌است. این کارها ترکیبی از مواد جدید و مقالاتی قبلاً چاپ شده در لالکار است که به زبان‌های مختلف ترجمه گردیده و توسط یک تعداد احزاب کمونیستی هم-نظر در سراسر دنیا توزیع گردیده‌است.